# Vöcklabruck (distrikt)
Vöcklabruck är ett distrikt (Bezirk) i det österrikiska  förbundslandet Oberösterreich. Dess huvudort är Vöcklabruck.
Distriktet består av 52 kommuner, uppdelat på tre stadskommuner, 13 köpingskommuner och 36 övriga kommuner.

Kommunerna i distriktet Vöcklabruck

Stadskommuner (Stadtgemeinden):
- Attnang-Puchheim
- Schwanenstadt
- Vöcklabruck

Köpingskommuner (Marktgemeinden):

- Ampflwang im Hausruckwald
- Frankenburg am Hausruck
- Frankenmarkt
- Lenzing
- Mondsee
- Ottnang am Hausruck
- Regau
- Schörfling am Attersee
- Seewalchen am Attersee
- Sankt Georgen im Attergau
- Timelkam
- Vöcklamarkt
- Wolfsegg am Hausruck

Kommuner (Gemeinden):

- Attersee am Attersee
- Atzbach
- Aurach am Hongar
- Berg im Attergau
- Desselbrunn
- Fornach
- Gampern
- Innerschwand am Mondsee
- Manning
- Neukirchen an der Vöckla
- Niederthalheim
- Nußdorf am Attersee
- Oberhofen am Irrsee
- Oberndorf bei Schwanenstadt
- Oberwang
- Pfaffing
- Pilsbach
- Pitzenberg
- Puchkirchen am Trattberg
- Pühret
- Pöndorf
- Redleiten
- Redlham
- Rüstorf
- Rutzenham
- Schlatt
- Sankt Lorenz
- Steinbach am Attersee
- Straß im Attergau
- Tiefgraben
- Ungenach
- Unterach am Attersee
- Weißenkirchen im Attergau
- Weyregg am Attersee
- Zell am Moos
- Zell am Pettenfirst